# Mochokiella
Mochokiella is een monotypisch geslacht van straalvinnige vissen uit de familie van de baardmeervallen (Mochokidae).

## Soort
- Mochokiella paynei Howes, 1980